# Flying Finn
Flying Finn è un soprannome dato a diversi sportivi finlandesi. In origine, fu dato a diversi fondisti. Il termine è stato successivamente esteso a piloti finlandesi come per esempio Mika Häkkinen.

## Lista dei Flying Finn

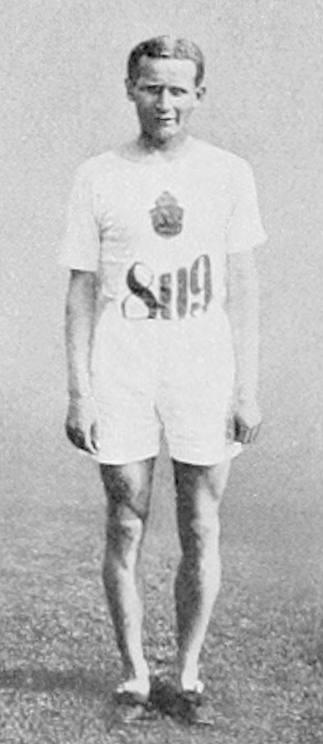
Il maratoneta Hannes Kolehmainen

### Motori
- Rauno Aaltonen
- Pentti Airikkala
- Anton Alén
- Markku Alén
- Toni Gardemeister
- Marcus Grönholm
- Mika Häkkinen
- Juho Hanninen
- Mikko Hirvonen
- Mika Kallio
- Vesa Kallio
- Juha Kankkunen
- Leo Kinnunen
- Joonas Kylmäkorpi
- Lasse Lampi
- Simo Lampinen
- Teuvo Länsivuori
- Esapekka Lappi
- Jari-Matti Latvala
- JJ Lehto
- Patu Leppälä
- Emil Lindholm
- Sebastian Lindholm
- Timo Mäkinen
- Tommi Mäkinen
- Hannu Mikkola
- Heikki Mikkola
- Kimi Räikkönen
- Keke Rosberg
- Harri Rovanperä
- Kalle Rovanperä
- Jarno Saarinen
- Juha Salminen
- Mika Salo
- Timo Salonen
- Sami Seliö
- Teemu Suninen
- Mikael Sundström
- Marko Tarkkala
- Kari Tiainen
- Harri Toivonen
- Henri Toivonen
- Pauli Toivonen
- Niki Tuuli
- Ari Vatanen
- Max Vatanen

### Sport invernali
- Janne Ahonen
- Jari Kurri
- Matti Nykänen
- Kalle Palander
- Teemu Selänne